# Josep Delfí Guàrdia i Canela
Josep-Delfí Guàrdia i Canela (Balaguer, la Noguera 1945) és un advocat i jurista català.

## Biografia
Es llicencià en dret amb Premi extraordinari, a la Universitat de Barcelona, i des del 1966 exerceix com a advocat. Ha estat diputat de la junta de govern del Col·legi d'Advocats de Barcelona en els períodes 1970-1975 i 1978-1983. De 1983 a 2001 i de 2002 a 2010 va ser Director de l'Assessoria Jurídica de “Ferrocarril Metropolità de Barcelona SA” i de “Transports de Barcelona, S.A.” i membre del Comité “Union Européenne” de la UITP. Ha estat membre del Consell d'Administració de “la Caixa” i actualment ho és de “Criteria Caixa” i de “Vida Caixa”
El 1975 fou elegit membre de número de l'Acadèmia de Jurisprudència i Legislació de Catalunya, de la qual fou Secretari entre 1977 i 1983 i President entre el 1992 i el 2000 i entre el 2008 i el 2016. És Acadèmic d'honor de la “Real Academia de Jurisprudencia y Legislación de España” i de les de  Galicia, Granada, Valencia, Córdoba –República Argentina-, México, Colombia, Chile i Paraguay.
Ha estat també professor de dret processal i de dret civil a la Universitat de Barcelona i a la Universitat de Lleida, fins al curs 1983-1984. Té nombroses publicacions en dret privat (especialment dret civil català) i dret processal.
És membre del comitè de redacció de la Revista Jurídica de Catalunya des del 1969 i tingué una participació destacada en el Segon Congrés Jurídic Català de 1971. El 1980 fou escollit membre de la Comissió Jurídica Assessora de la Generalitat de Catalunya i de la seva comissió permanent. Ha estat membre de la Comissió de Control de la Iniciativa Legislativa Popular del Parlament de Catalunya. Membre de la Comissió de Codificació de Catalunya i de l'Observatori de Dret Privat
El 1998 va rebre la Creu de Sant Jordi.
Proper ideològicament a Unió Democràtica de Catalunya, el 2001-2002 fou Conseller de Justícia de la Generalitat de Catalunya.
El 2017 ha estat nomenat pel Copríncep Episcopal, un dels quatre Magistrats del Tribunal Constitucional d'Andorra, Està previst el seu període de Presidencia del 2020 al 2022.